# 王也
王也（2001年5月12日—），女，河北衡水人，中國大陸撞球選手，六歲開始跟隨叔叔王長起學習撞球。

## 比賽成績
- 2021年CBSA成都·彭州中式撞球國際公開賽四強(女子組)[2]
- 2019年CBSA中式撞球世界錦標賽亞軍(女子組)[3]
- 2019年CBSA中式撞球中國錦標賽鞍山站冠軍(女子組)[4]
- 2019年CBSA中式撞球中國大獎賽貴州站冠軍(女子組)[5]
- 2019年IBSF世界青年斯諾克錦標賽八強(U21女子組)
- 2018年CBSA成都·彭州中式撞球國際公開賽亞軍(女子組)[6]
- 2018年「喬氏盃」中式八球國際大師賽冠軍[7][8]
- 2016年CBSA中式撞球中國公開賽冠軍(女子組)

## 影視作品
- 2019年，出演電影《冷旅》[9]

## 外部連結
- 台球王也Jane 新浪微博 （页面存档备份，存于）